# 杰勒法省
杰勒法省（阿拉伯語：ولاية الجلف）是阿尔及利亚北部的一个省，首府杰勒法。該省成立於1974年，距離阿尔及尔300公里。
杰勒法省分为12个县和36个市。